# Serie A 1968-1969 (pallavolo femminile)
La Serie A femminile FIPAV 1968-69 fu la 24ª edizione del principale torneo pallavolistico italiano femminile organizzato dalla FIPAV.
Il titolo fu conquistato dalla Fini Modena.

## Classifica
| Pos. | Squadra                | Pt | G  | V  | P  | SV | SP |
| ---- | ---------------------- | -- | -- | -- | -- | -- | -- |
| 1.   | Fini Modena            | 36 | 18 | 18 | 0  | 54 | 6  |
| 2.   | Max Mara Reggio Emilia | 32 | 18 | 16 | 2  | 51 | 11 |
| 3.   | CUS Parma              | 20 | 18 | 10 | 8  | 35 | 29 |
| 4.   | Confit Reggio Emilia   | 20 | 18 | 10 | 8  | 34 | 32 |
| 5.   | Cabassi Modena         | 18 | 18 | 9  | 9  | 31 | 34 |
| 6.   | CCS Cogne              | 14 | 18 | 7  | 11 | 32 | 37 |
| 7.   | Mediterraneo Catania   | 14 | 18 | 7  | 11 | 28 | 41 |
| 8.   | Virtus Ravenna         | 14 | 18 | 7  | 11 | 29 | 43 |
| 9.   | Fari Palermo           | 10 | 18 | 5  | 13 | 23 | 43 |
| 10.  | Pallavolo Bergamo      | 2  | 18 | 1  | 17 | 11 | 52 |

| Campione d'Italia | Retrocesse in Serie B |

## Risultati

### Tabellone
|                        | Bergamo | Catania | Cogne | Modena Cabassi | Modena Fini | Palermo | Parma | Ravenna | Reggio Emilia Arbor | Reggio Emilia La Torre |
| ---------------------- | ------- | ------- | ----- | -------------- | ----------- | ------- | ----- | ------- | ------------------- | ---------------------- |
| Bergamo                | XXX     | 0-3     | 1-3   | 0-3            | 0-3         | 3-1     | 1-3   | 1-3     | 0-3                 | 0-3                    |
| Catania                | 3-2     | XXX     | 2-3   | 3-1            | 0-3         | 3-2     | 3-2   | 3-0     | 0-3                 | 0-3                    |
| Cogne                  | 3-0     | 3-0     | XXX   | 1-3            | 1-3         | 3-1     | 2-3   | 2-3     | 3-0                 | 1-3                    |
| Modena Cabassi         | 3-1     | 3-2     | 0-3   | XXX            | 0-3         | 3-1     | 3-1   | 3-0     | 3-0                 | 0-3                    |
| Modena Fini            | 3-0     | 3-0     | 3-0   | 3-0            | XXX         | 3-0     | 3-0   | 3-0     | 3-1                 | 3-1                    |
| Palermo                | 3-0     | 1-3     | 3-1   | 3-1            | 0-3         | XXX     | 1-3   | 3-2     | 3-0                 | 0-3                    |
| Parma                  | 3-0     | 3-0     | 3-0   | 3-0            | 0-3         | 3-0     | XXX   | 3-1     | 1-3                 | 1-3                    |
| Ravenna                | 3-1     | 3-2     | 3-1   | 1-3            | 1-3         | 3-1     | 0-3   | XXX     | 2-3                 | 0-3                    |
| Reggio Emilia Arbor    | 3-1     | 3-0     | 3-2   | 3-2            | 0-3         | 3-0     | 3-0   | 2-3     | XXX                 | 1-3                    |
| Reggio Emilia La Torre | 3-0     | 3-1     | 3-0   | 3-0            | 2-3         | 3-0     | 3-0   | 3-1     | 3-0                 | XXX                    |

## Fonti
- Filippo Grassia e Claudio Palmigiano (a cura di). Almanacco illustrato del volley 1987. Modena, Panini, 1986.
- LegaVolley.it.